# Ruta Provincial 13 (Córdoba)

## Generalidades
La Ruta Provincial 13, es una carretera de asfalto, ubicada en el centro este de la provincia de Córdoba, República Argentina, y tiene una extensión de poco más de 178 km
.
Tiene sentido oeste-este, y une la ciudad de Pilar (km 0), sobre la ruta nacional  1V09 , con el límite de la provincia de Santa Fe, luego de trasponer la localidad de El Fortín.
Se continúa en la provincia de Santa Fe como ruta provincial  RP 66 , siendo la localidad de Landeta la primera población que se encuentra.
Si bien está asfaltada en su totalidad, y algunos vehículos la utilizan como alternativa a la Ruta Nacional 19, no es una vía altamente transitada, a pesar de no poseer cabinas de peaje ni embotellamientos como otras rutas al atravesar ciudades o pueblos.
A lo largo de su recorrido, atraviesa importantes ciudades como Villa del Rosario, Luque y Las Varillas, donde cruza la Ruta Nacional 158.
Debajo de esta ruta, cruza uno de los gasoductos más importantes de Argentina. Esto motivó que en enero de 2018, esta ruta permaneciera cortada preventivamente debido a que una retroexcavadora, rompiera un caño de gas en el cruce con la RN 9. Si bien esta rotura no tuvo nada que ver con el gasoducto principal, se tenía imagen de un trágico accidente que ocurrió en el año 2014, con una trágica explosión que ocurrió en una derivación del gasoducto (propiedad de TGN), hacia la central termoeléctrica del Bicentenario, Pilar

## Localidades
Las siguientes localidades ordenadas por departamento, y de este a oeste, se encuentran en el recorrido de esta ruta. En itálica, los nombres de las localidades con menos de 5.000 Hab, según censo oficial.
- Departamento Río Segundo: Pilar (14.809), Costa Sacate (1.485), Rincón (540), Villa del Rosario (15.394), Luque (6.281), Calchín (2.447).
- Departamento San Justo: Sacanta (3.134), El Arañado (1.776), Las Varillas (16.316), Alicia (3.318), El Fortín (1.648).

## Recorrido
|  | CONTgq | ABZq+lr | CONTfq |

|  |  | STR |

|  | RMCONTgq | SKRZ-Mu | RMCONTfq |

|  |  | BHF |

|  |  | BHF |

|  |  | BHF |

|  | BAHN | SKRZ-GBUE | RGCONTfq |

|  | CONTgq | TBHF | CONTfq |

|  | WASSERq | WBRÜCKE1 | WASSERq |

|  |  | BHF |

|  |  | TEEaq | CONTfq |

|  |  | BHF |

|  |  | STR |

|  | GRZq | STR+GRZq | GRZq |

|  |  | STR |

|  |  | TEEaq | LCONTfq |

|  |  | BHF |

|  | WASSERq | WBRÜCKE1 | WASSERq |

|  |  | BHF |

|  |  | ABZgl+l | CONTfq |

|  |  | BHF |

|  | CONTgq | TBHF | CONTfq |

|  |  | TEEaq | CONTfq |

|  |  | BHF |

|  |  | BHF |

|  |  | STR |

|  | GRZq | STR+GRZq | GRZq |

|  |  | CONTf |

## Nota
1. ↑   El kilometraje fue tomado del amojonado en ruta. En caso de ausencia de los mismos, se calculó según información disponible en Internet, o verificación in situ .
2. ↑   Datos oficiales según Dirección de Estadísticas y censos del Gobierno de la Provincia de Córdoba, año 2010 Según datos INDEC